# Airbus LPGA Classic
De Airbus LPGA Classic is een jaarlijks golftoernooi voor vrouwen, dat deel uitmaakt van de LPGA Tour. Het toernooi werd opgericht in 2008 en vindt sindsdien plaats op de Crossings Course van de Robert Trent Jones Golf Trail in Mobile, Alabama.
Het toernooi wordt over vier dagen gespeeld in een strokeplay-formule en na de tweede dag wordt de cut toegepast.

## Golfbanen
| Jaar  | Golfbaan                                         | Plaats          | Info                 |
| ----- | ------------------------------------------------ | --------------- | -------------------- |
| 2008- | Robert Trent Jones Golf Trail (Crossings Course) | Mobile, Alabama | Baanrecord: 61 (-11) |

## Winnaressen
| Jaar                    | Winnares                | Score                   | Score                   | Info                                                                                             |
| Bell Micro LPGA Classic | Bell Micro LPGA Classic | Bell Micro LPGA Classic | Bell Micro LPGA Classic | Bell Micro LPGA Classic                                                                          |
| ----------------------- | ----------------------- | ----------------------- | ----------------------- | ------------------------------------------------------------------------------------------------ |
| 2008                    | Angela Stanford         | 277                     | –11                     |                                                                                                  |
| 2009                    | Geen toernooi           | Geen toernooi           | Geen toernooi           | Geen toernooi                                                                                    |
| 2010                    | Se Ri Pak po            | 203                     | –11                     | Laatste ronde geannuleerd (regenweer) Won de play-off van Brittany Lincicome en Suzann Pettersen |
| Avnet LPGA Classic      |                         |                         |                         |                                                                                                  |
| 2011                    | Maria Hjorth            | 278                     | –10                     |                                                                                                  |
| Mobile Bay LPGA Classic |                         |                         |                         |                                                                                                  |
| 2012                    | Stacy Lewis             | 271                     | –17                     |                                                                                                  |
| 2013                    | Jennifer Johnson        | 267                     | –21                     |                                                                                                  |
| Airbus LPGA Classic     |                         |                         |                         |                                                                                                  |
| 2014                    | Jessica Korda           | 268                     | –20                     |                                                                                                  |

| Toernooirecord |  | po = winnares na play-off |